# طائر الفردوس
طائر الفردوس (الاسم العلمي Paradisaea)، جنس طير من فصيلة الفردوسيات ورتبة الجواثم المشرومات المناقير. أنواعه قليلة مهدها جزر المحيط الهادي في غينيا الجديدة وجزر راجا أمبات وجزر آرو. تتميز بزهاء أثوابها الخارقة الجمال. أجسامها متوسطة القد. طولها يراوح بين 30 و35 سم. رؤوسها معتدلة، مغشاة مستطيلة، محدبة، ذربة. مناشفها قاعدية الارتكاز مغشاة بالزغب. أجنحتها متوسطة القد، ذلقة. أذنابها قصيرة. أرياش أفنيكها الجانبية مقوسة الشكل متناهية في الدقة والنعومة.